# Andrea Benecke
Andrea Benecke (* Mai 1961 in Bietigheim) ist eine deutsche Psychologin, psychologische Psychotherapeutin und seit 2023 Präsidentin der Bundespsychotherapeutenkammer.
Sie arbeitete als wissenschaftliche Mitarbeiterin am Institut für Psychotherapie und Medizinische Psychologie der Universität Würzburg und war Leiterin der Ausbildungsambulanz für psychologische Psychotherapie an der Universität Mainz.

## Leben und Wirken

### Akademischer Werdegang
Benecke schloss 1981 ihr Abitur ab und studierte anschließenden von 1982 bis 1991 Psychologie an der TU Berlin. Nach ihrem Studienabschluss beschäftigte sie sich als wissenschaftliche Mitarbeiterin am Reha-Zentrum Bad Kissingen, Klinik Saale und am Institut für Psychotherapie und medizinische Psychologie der Universität Würzburg mit Präventions- und Behandlungsangeboten für Menschen mit Diabetes Mellitus und Adipositas. Während dieser Zeit übernahm sie zudem Beratungs- und Psychotherapieaufgaben sowie Konsil- und Liaisondienste auf hämatologischen Stationen.
Im Jahr 1999 erwarb Benecke nach einer postgradualen Ausbildung am Centrum für Integrative Psychotherapie (CIP) in Bamberg die Approbation als psychologische Psychotherapeutin und erhielt 2000 die Anerkennung als Fachpsychologin für Diabetes durch die Deutsche Diabetes Gesellschaft. Nach ihrer Promotion wechselte Benecke 2004 an die Universität Mainz und engagierte sich dort innerhalb des Psychologischen Instituts als Geschäftsführerin und stellvertretende Leiterin des Weiterbildungsstudienganges psychologische Psychotherapie in der Ausbildung von Psychotherapeuten.
Im Jahr 2009 gründete Benecke eine Weiterbildungsstätte für Psychodiabetologie und leitet seitdem den Forschungs- und Behandlungsschwerpunkt „Psychodiabetologie“ an der Poliklinischen Institutsambulanz für Psychotherapie der Universität Mainz. Von 2013 bis 2023 war Benecke Leiterin der poliklinischen Institutsambulanz und leitet seitdem den Schwerpunkt für Psychodiabetologie.

### Berufspolitik
Seit 2006 ist Benecke Landessprecherin der Deutschen Gesellschaft für Verhaltenstherapie in Rheinland-Pfalz. Außerdem ist sie seit 2007 Vizepräsidentin der Landespsychotherapeutenkammer Rheinland-Pfalz. 2008 wurde sie in die Kommission „Zusatzqualifikation“ der Bundespsychotherapeutenkammer berufen. Nach dem plötzlichen Tod des Präsidenten der Landespsychotherapeutenkammer übernahm sie von 2016 bis 2017 das Präsidentenamt und ist seit 2017 wieder Vizepräsidentin der Landespsychotherapeutenkammer. Seit 2015 ist Benecke im Vorstand der Bundespsychotherapeutenkammer, bis 2019 als Beisitzerin, dann als Vizepräsidentin und seit 2023 als Präsidentin.

## Ehrungen
- 2020: Bundesverdienstkreuz, Verdienstkreuz am Bande für die Verbesserung der psychischen Versorgung und therapeutischen Ausbildung, sowie der Etablierung von Psychotherapie als professionellen eigenständigen Heilberuf[1][5]